# Yōtarō Nakajima
Yotaro Nakajima (中島 洋太朗, Nakajima Yōtarō), né le 22 avril 2006 à Hiroshima au Japon, est un footballeur japonais qui évolue au poste de milieu central au Sanfrecce Hiroshima.

## Biographie

### En club
Né à Hiroshima au Japon, Yotaro Nakajima est formé par le Sanfrecce Hiroshima. Très vite considéré comme l'une des grandes promesses du club, il signe un premier contrat professionnel le 1er septembre 2023, à 17 ans. Le numéro 35 lui est attribué. Il s'entraîne davantage avec l'équipe première depuis ce jour, et avoue prendre exemple sur cetrains de ses coéquipiers comme Makoto Mitsuta ou Takumu Kawamura. 
Il joue son premier match avec l'équipe première le 30 mars 2024, lors d'une rencontre J. League, contre le Gamba Osaka. Il entre en jeu en fin de match et les deux équipes se neutralisent (1-1 score final).

### En sélection
Yotaro Nakajima est convoqué avec l'équipe du Japon des moins de 17 ans pour participer au Championnat d'Asie des moins de 17 ans en 2023. Son équipe arrive en finale où elle s'impose contre la Corée du Sud.

## Vie privée
Yōtarō Nakajima est le fils de Koji Nakajima, ancien footballeur professionnel jouant au poste de milieu de terrain.

## Palmarès

### En sélection
Japon -17 ans
- Championnat d'Asie
  - Vainqueur en 2023